# Sarkola, Nokia

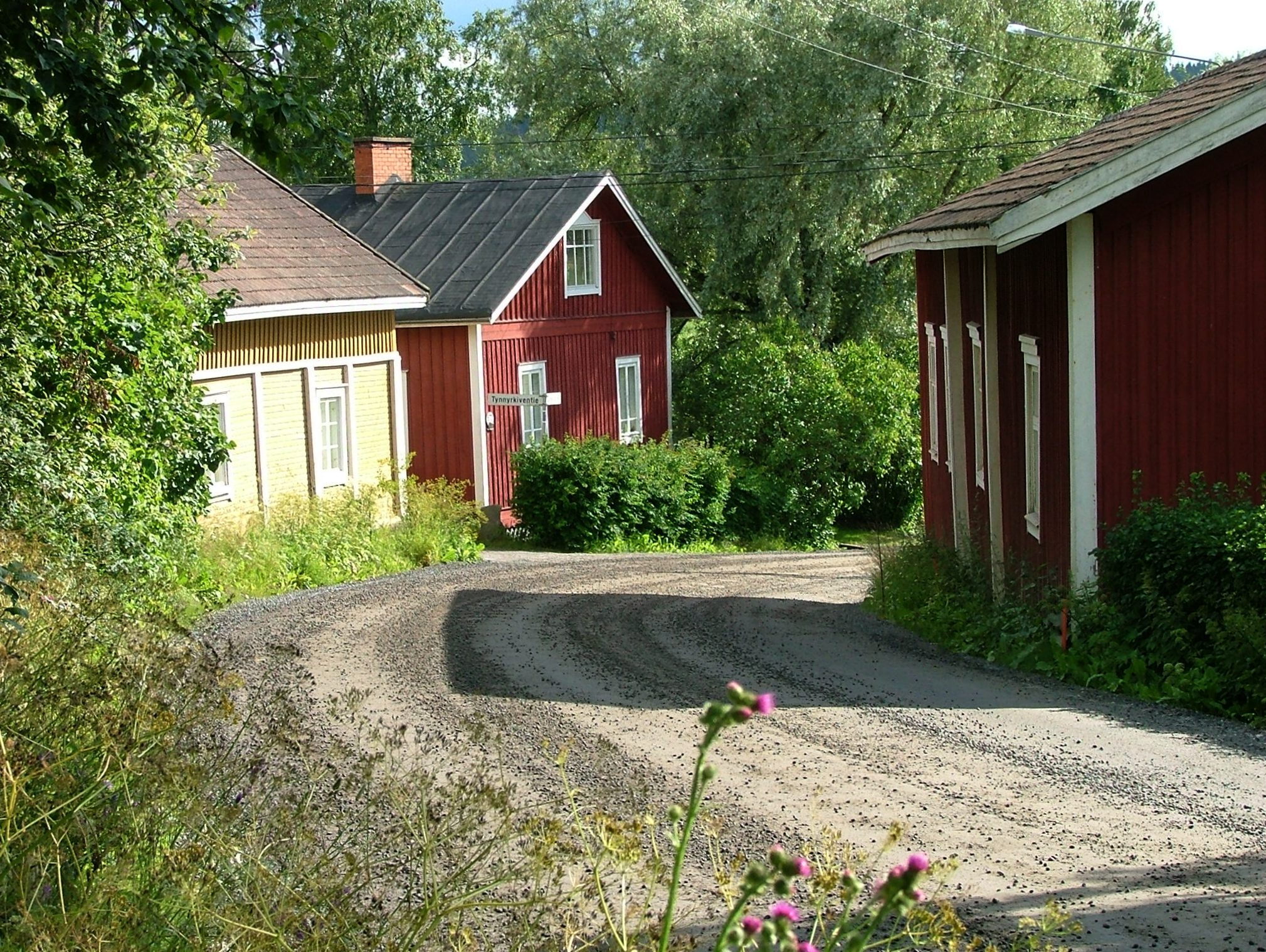
Sarkola byaväg år 2007.

Sarkola är en by i sydvästra Nokia stad i Birkaland. Byn korsas i väst-östlig riktning av riksväg 12 och i syd-nordlig riktning av ån Lanajoki som mynnar i viken Sarkolanlahti i sjön Kulovesi. Sarkola tillsammans med grannbyn Vahalahti är av Museiverket klassade som byggda kulturmiljöer av riksintresse.

## Historia
Trakten har befolkats redan i förhistorisk tid. Boplatser från stenåldern har hittats här. Det nuvarande byn härstammar från tidig tidig medeltid. Salkola hörde ursprungligen till Karkku socken, 1868 bröt sig Suoniemi, till vilken Sarkola tillhörde, ut och bildade en självständig kommun. 1973 slogs Suoniemi ihop med Nokia köping.